# 韓寧
韓寧（1995年1月14日—），演員、專業舞者，畢業於臺北市立第一女子高級中學、国立陽明大學牙醫學系。2020年憑影集《返校》飾演學姐方芮欣嶄露頭角，隔年被選為台北電影節非常新人。

## 演出作品

### 電視劇集、網路劇集
| 年份   | 播出頻道   | 劇名                 | 飾演         | 性質   | 導演                   | 備註 |
| 2020年 | 公視       | 《返校》             | 方芮欣       | 女主角 | 莊翔安、蘇奕瑄、劉易   |      |
| 2023年 | 公視       | 《八尺門的辯護人》   | 陳令秋(年輕) | 女配角 | 唐福睿                 |      |
| 2024年 | YouTube    | 《小菁與言言》       | 小嬿         | 客串   | 安哲毅、曾培善、練健輝 |      |
| 2024年 | 東森戲劇台 | 《不愛，愛》         | 郭佳兒       | 女主角 | 黃駿傑                 |      |
| 2025年 | 客家電視台 | 《星空下的黑潮島嶼》 | 羅陳里香     | 女配角 | 王傳宗                 |      |
| 2025年 | 大愛電視台 | 《院長爸爸》         | 黃昭瑜       | 女配角 | 洪子鵬                 |      |

### 電視電影
| 年份   | 播出頻道 | 劇名         | 飾演   | 性質   | 導演   | 備註 |
| 2020年 | 公視     | 《月亮女孩》 | 王予希 | 女主角 | 劉家欣 |      |
| 2024年 | 公視     | 《樹冠羞避》 | 普年   | 女主角 | 張均瑜 |      |

### 電影短片、微電影
| 年份   | 片名                          | 角色       | 性質       | 導演     | 備註 |
| 2018年 | 《來一客 微溫劇場》           |            | 女主角     |          |      |
| 2020年 | 《來一客 微溫劇場》           |            | 女主角     | 林君陽   |      |
| 2020年 | 《Xperia⼤師視野 好⼼的回報》 |            | 女主角之一 | 蕭雅全   |      |
| 2021年 | 《蝴蝶》                      | 余         | 女主角     | 文二北投 |      |
| 2021年 | 《喰之女》                    |            | 女主角     | 中西舞   |      |
| 2021年 | 《二重奏》                    |            | 女主角     | 蘇珮儀   |      |
| 2023年 | 《五福女孩》                  | 小佟(成年) | 女主角     | 丁冠濠   |      |

### 音樂錄影帶
- 2017年 不熟朋友派對《豬》|| 演出及編舞 ||
- 2018年 蕭敬騰《皮囊》
- 2018年 南瓜妮歌迷俱樂部《花》
- 2018年 加拿大獨立樂團HOMESHAKE《Every Single Thing 》|| 演出及編舞 ||
- 2020年 žž瑋琪《台北風》|| 演出及編舞 ||
- 2020年 žž瑋琪《忘記呼吸》
- 2020年 陳婧霏《今晚》
- 2020年 麋先生《四不像》
- 2021年 美秀集團《心悶》
- 2021年 陳婧霏《深藍》
- 2021年 五月天《因為你所以我 跨年特別版》
- 2022年 怕胖團《鴦》
- 2022年 A-Lin《摯友》
- 2023年 柏霖《耳後》
- 2023年 ?te《F.O.》
- 2023年 林俊傑《自畫像》
- 2024年 吳獻Osean《一起跳著跳著》
- 2025年 陶喆《陪你》

### 廣告
- 2016年 蘇格登威士忌
- 2017年 Sony XZ premium
- 2017年 金都念慈菴 川貝枇杷膏
- 2018年 交通部臺灣十島觀光影片 綠島篇
- 2018年 靠得住Kotex
- 2020年 Volvo XC40 X 桂綸鎂 || 動作設計及指導
- 2021年 BMW X 茄子蛋
- 2022年 靠得住Kotex太空棉

## 外部連結
- 韓寧的Instagram帳戶